# Jimmie Haskell
Jimmie Haskell, geboren als Sheridan Pearlman (* 7. November 1926 in Brooklyn, New York City, Vereinigte Staaten; † 4. Februar 2016 in Laguna Niguel, Kalifornien), war ein US-amerikanischer Arrangeur, Dirigent, Komponist und Filmkomponist.

## Leben und Wirken
Der gebürtige New Yorker Sheridan Pearlman kam mit seinen Eltern im Alter von neun Jahren nach Los Angeles und knüpfte dort als junger Erwachsener Kontakte zur Musikbranche. Er spielte in Studios und Nachtclubs am Sunset Strip und lernte so auch recht bald Filmleute kennen. Die musikalische Spezialität von Jimmie Haskell, wie er sich nunmehr nannte, war das Akkordeon-Spiel, das er auch im Rahmen von Auftritten mit der Band „The Bachelors“ zum Besten gab. Bald engagierte man Haskell für musikalische Arrangements von Aufnahmen der Plattenfirma Imperial Records.
In seiner Funktion als Arrangeur, Orchestrierer, Komponist, Musikalischer Leiter und Dirigent sollte Haskell in den folgenden rund fünf Jahrzehnten mit zahlreichen Größen des amerikanischen Musik- und Showbusiness zusammenarbeiten, darunter Ricky Nelson, Sheryl Crow, Steely Dan, Barbra Streisand, Elvis Presley (seine US-Fassung von Muss I denn zum Städtele hinaus, als Wooden Heart), Blondie, Tina Turner, The Bee Gees, Chicago, Bobby Darin, Crosby, Stills and Nash, The Doobie Brothers, José Feliciano, Barry Manilow und Michael Jackson. Haskell gewann insgesamt drei Grammy Awards, und zwar für seine Zusammenarbeit mit Simon & Garfunkel (Bridge Over Troubled Water), Chicago (If You Leave Me Now) und Bobbie Gentry (Ballad of Billie Jo) sowie einen Primetime Emmy Award (für den Fernsehfilm See How She Runs, 1978). Darüber hinaus gewann Haskell drei Clio Awards, zwei Addy Awards und einen Cable Car Award. Er komponierte, arrangierte, dirigierte und/oder produzierte Musikalben, die 135 mal mit Gold bzw. Platin ausgezeichnet wurden.
Bereits 1956 stieß Jimmie Haskell erstmals zur Filmbranche. Seine ersten Tätigkeiten waren ungenannte Akkordeon-Beiträge zu den beiden Großproduktionen Vincent van Gogh – Ein Leben in Leidenschaft und In 80 Tagen um die Welt. 1960 übernahm er ungenannt die Orchestrierung der Komposition Dimitri Tiomkins zu John Waynes groß angelegten Westernepos Alamo. Im Jahr darauf lieferte Haskell seine erste eigene Filmkomposition zu der B-Film-Produktion Blond, süß und sehr naiv ab. Seitdem wirkte Haskell regelmäßig als Komponist für Film und Fernsehen; zunächst (1963 bis 1968) war er fünf Jahre lang der Hauskomponist für die „altersmüden Western“ aus der A.-C.-Lyles-Produktion, die aufgrund der Mitwirkung namhafter Altstars (u. a. Rory Calhoun, Howard Keel, Jane Russell, Barton MacLane, Corinne Calvet, Dana Andrews, Richard Arlen, John Agar und Lon Chaney junior) eine gewisse Grundbehäbigkeit aufwiesen.
Auch Haskells spätere Kompositionen belieferten vor allem B-Filme wie etwa den Tier-Horrorfilm Rabbits, das Wildnis-Drama Wenn der Nordwind bläst oder die Thriller Tödliche Spiele und Kick or Die. Haskells filmisches Kompositionsoeuvre umfasst rund 80 Kino- und Fernsehfilme. Darüber hinaus lieferte er die Musik zu geschätzt 445 Episoden von Fernsehserien bzw. -reihen. Zu weiteren Filmen und TV-Arbeiten lieferte er einzelne Musiktitel und wirkte, wie etwa bei den Komödien Die Kaktusblüte und Die unglaubliche Reise in einem verrückten Flugzeug oder bei Steven Spielbergs Schwarzen-Drama Die Farbe Lila, (zum Teil ungenannt) mal an der Orchestrierung, mal als Arrangeur oder auch als Dirigent mit. Kurz vor Ende des Jahrtausends beendete Jimmie Haskell seine film- und fernsehkompositorische Tätigkeit mit der TV-Manga-Serie Silent Möbius.

## Filmografie
nur als Komponist bei Kino- und Fernsehfilmen
- 1961: Blond, süß und sehr naiv (Love in a Goldfish Bowl)
- 1963: Stadt ohne Sheriff (The Gun Hawk)
- 1963: Surf Party
- 1964: Schweden – nur der Liebe wegen (I’ll Take Sweden)
- 1964: Schwarze Sporen (Black Spurs)
- 1965: Revolver diskutieren nicht (Town Tamer)
- 1965: Die Apachen (Apache Uprising)
- 1965: Wyoming-Bravados (Waco)
- 1966: Sheriff Johnny Reno (Johnny Reno)
- 1966: Der blutige Westen (Red Tomahawk)
- 1967: Texas-Desperados (Hostile Guns)
- 1967: Die gesetzlosen Drei (Fort Utah)
- 1967: Die Wegelagerer (Arizona Bushwackers)
- 1967: The Wicked Dreams of Paula Schultz
- 1968: Shadok (Buckskin)
- 1968: Rogue’s Gallery
- 1969: Alarmstart für Geschwader Braddock (The Thousand Plane Raid)
- 1970: Christmas Is
- 1970: Zachariah
- 1971: Josie’s Castle
- 1972: The Honkers
- 1972: Rabbits (Night of the Lepus)
- 1969–1973: Doris Day in … (Fernsehserie)
- 1973: Outrage
- 1973: Kesse Mary – Irrer Larry (Dirty Mary, Crazy Larry)
- 1974: Wenn der Nordwind bläst (When the North Wind Blows)
- 1974: Easter Is
- 1974–1976: Im Land der Saurer (Land of the Lost, Fernsehserie)
- 1976: Dr. Shrinker (Fernsehserie)
- 1977: Wie Engel in der Hölle (Hughes and Harlow: Angels in Hell)
- 1977: Tödliche Spiele (Death Game)
- 1977: Joyride
- 1978: A Christmas to Remember
- 1978: See How She Runs
- 1979: Dallas Cowboys Cheerleaders
- 1979: Ein Mann kämpft allein (The Jericho Mile)
- 1979: Guayana – Kult der Verdammten (Guyana, el crimen del siglo)
- 1979: Mirror, Mirror
- 1980: Geheimcode Chaos (For the Love of It)
- 1980: Die Jayne Mansfield Story (The Jayne Mansfield Story)
- 1981: Crash Island
- 1981: Jodie – Irgendwo in Texas (Hard Country)
- 1981: The Star Maker
- 1982: Portrait of a Showgirl
- 1983: Was soll Dixie denn im Kloster? (Dixie: Changing Habits)
- 1983: Carpool – Ein Geldsack auf Reisen (Carpool)
- 1983: Jeanny – krankhaft besessen von Eifersucht (Jealousy)
- 1984: Die Haie von Las Vegas (The Vegas Strip War)
- 1985: City Hawk
- 1983–1986: 9 to 5 (TV-Serie)
- 1987: Cathy
- 1987: Kick or Die
- 1988: Der Besuch der reichen Witwe (Bring Me the Head of Dobie Gillis)
- 1989: Zurück aus dem Jenseits (She’s Back)
- 1989: Aufs Kreuz gelegt (Jake Spanner, Private Eye)
- 1991: A Salute to America’s Pets
- 1994: The Zone
- 1998: Silent Möbius (Manga-Serie)